# Heinrich Allmeroth
Heinrich Allmeroth (* 9. März 1901 in Knickhagen, Kreis Hofgeismar; † 18. Oktober 1961 in Dresden) war ein deutscher Opernsänger (Tenor), Intendant und Politiker. Er war Abgeordneter der Volkskammer der DDR.

## Leben
Der Lehrersohn Heinrich Allmeroth studierte nach dem Besuch des Gymnasiums in Göttingen und Frankfurt Volkswirtschaft und promovierte über die wirtschaftliche Entwicklung des Kreises Eschwege seit dem 19. Jahrhundert. Während seines Studiums wurde er 1921 Mitglied der damals in Frankfurt ansässigen Straßburger Burschenschaft Arminia, die später nach Tübingen ging. Nach seiner Promotion studierte er in Kassel Gesang und erhielt Engagements als 1. Tenor an verschiedenen Theatern in Göttingen, Halle, Dortmund, Düsseldorf, Darmstadt, Stuttgart und Leipzig. Schon 1931 engagierte sich Allmeroth gewerkschaftlich und bekleidete bis 1933 das Amt des Obmanns der Genossenschaft Deutscher Bühnenangehöriger am Hessischen Landestheater in Darmstadt. 1941 beantragte er die Aufnahme in die NSDAP, wurde aber wegen seiner Logenzugehörigkeit abgelehnt.

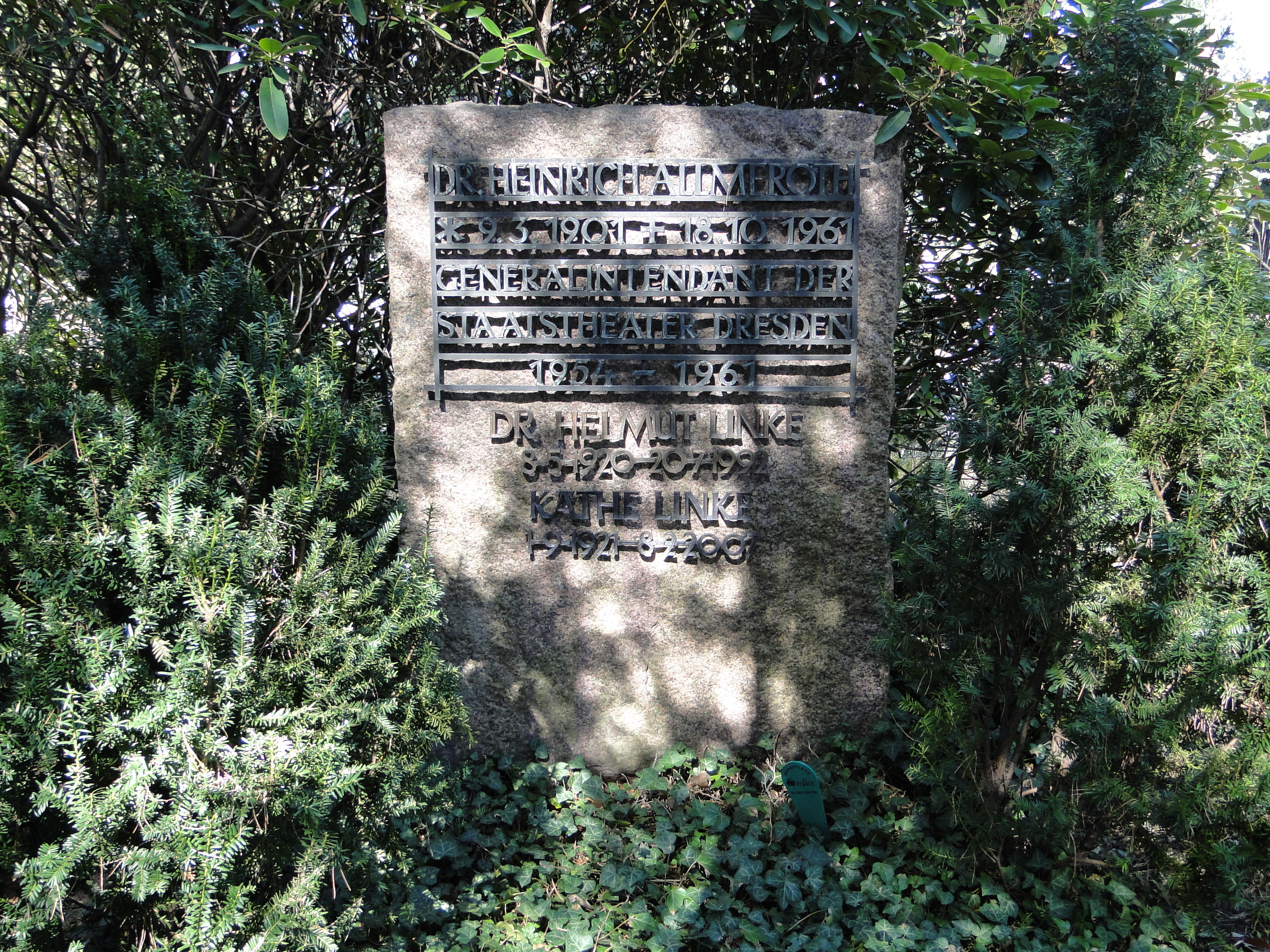
Grab von Heinrich Allmeroth auf dem Urnenhain Tolkewitz

Nach Kriegsende erhielt Allmeroth ein Engagement am Metropol-Theater in Berlin. 1949 ging er zunächst als Intendant nach Leipzig, wechselte jedoch noch im gleichen Jahr nach Rostock und blieb dort in gleicher Funktion bis 1952. Danach erhielt er ein Angebot der Deutschen Staatsoper in Berlin und fungierte dort bis 1954 als stellvertretender Intendant. Im Anschluss daran ging Allmeroth an das Dresdner Staatstheater, wo er fortan als Generalintendant wirkte.
Der parteilose Allmeroth wurde nach dem Krieg Mitglied des FDGB und des Kulturbundes, für den er das Amt des Vorsitzenden im Kreis Rostock während seines Engagements in der Hafenstadt von 1950 bis 1952 übernahm. Gleichzeitig konnte ihn 1950 der FDGB gewinnen, die Gewerkschaft als Abgeordneter in der Volkskammer zu vertreten. Auch in der 2. Wahlperiode von 1954 bis 1958 vertrat Allmeroth den FDGB in der Volkskammer. 1953 wurde er zum ehrenamtlichen 1. Vorsitzenden der Zentralvorstandes der Gewerkschaft Kunst im FDGB gewählt und wurde damit auch Mitglied des Bundesvorstandes der Gewerkschaft. Beide Ämter bekleidete er bis 1959. In seiner Funktion als Dresdner Generalintendant gehörte Allmeroth dem künstlerisch-wissenschaftlichen Beirat beim Ministerium für Kultur an und war Mitglied der SED-Bezirksleitung Dresden.
Allmeroth verstarb 1961 in Dresden und wurde auf dem Urnenhain Tolkewitz beigesetzt.
Sein Bühnenrepertoire umfasste u. a. folgende Rollen: „Tamino“ in der Zauberflöte, „Edgar“ im Vampyr von Heinrich Marschner, „Lyonel“ in Flotows Martha, „Graf Almaviva“ im Barbier von Sevilla von Rossini, „Wilhelm Meister“ in Mignon von A. Thomas, „Alfredo“ in La Traviata, „Alvaro“ in La forza del destino und der Titelheld im Don Carlos von Verdi, „Rodolfo“ in Puccinis La Bohème, der „Pinkerton“ in Madame Butterfly und „Palestrina“ in der gleichnamigen Oper von Hans Pfitzner.

## Auszeichnungen
- Medaille des Großen Theaters Moskau
- 1954 Vaterländischer Verdienstorden in Bronze
- 1955 Fritz-Heckert-Medaille
- 1961 Vaterländischer Verdienstorden in Silber

## Schriften
- Die wirtschaftliche Entwicklung des Kreises Eschwege seit dem vorigen Jahrhundert. Dissertation, 1926 als Mikrofilm hier
- Die Aufgaben der Gewerkschaft Kunst zur Erhöhung des sozialistischen Bewusstseins der Mitglieder im Kampf für eine sozialistische Kultur. Referat auf der 9. Zentralvorstandssitzung der Gewerkschaft Kunst am 22. u. 23. Mai 1958 in Berlin. Verlag Tribüne, Berlin-Treptow 1958.